# Вениамин (Платонов)
Епископ Вениамин (в миру Василий Николаевич Платонов; 28 февраля 1819, Курская губерния — 13 июня 1905, Кострома) — епископ Русской православной церкви; с 1883 года епископ Кинешемский, викарий Костромской епархии.

## Жизнеописание
Василий Платонов родился в 1817 году в семье священника Николая Платонова. Окончил с отличием Курскую духовную семинарию (1841), Киевскую духовную академию по 1-му разряду (1845). С 1845 года — преподаватель богословских наук и помощник ректора Курской духовной семинарии. В январе 1846 года удостоен степени магистра богословия.
29 июля 1848 года был пострижен в монашество с именем Вениамин, в начале августа рукоположён во иеродиакона, 6 августа возведён в сан иеромонаха.
С 21 декабря 1851 года — инспектор и профессор логики и психологии Литовской духовной семинарии.
23 января 1856 года возведён в сан архимандрита.
С 4 декабря 1859 года — инспектор и профессор богословских наук Казанской духовной академии. По воспоминаниям Петра Знаменского, ученика архимандрита Вениамина, «характер его лекций был диалектический, с заметным преобладанием полемического элемента, направленного как против инославных учений католиков и протестантов, так и против сильно распространявшихся в то время модных учений материализма», «[он] был человек весьма добрый и уступчивый, жил уединённо, занимаясь своими кабинетными делами, и не любил встревать в тревожные дела академической администрации, даже по своей инспекторской должности».
Как инспектор Вениамин отвечал за дисциплину и порядок в академии. При нём в 1861 году произошла так называемая «Куртинская панихида»: 16 апреля большая группа студентов Казанского университета и духовной академии отслужила в Куртинской кладбищенской церкви города панихиду по убитым войсками
12 апреля крестьянам села Бездны Спасского уезда, не желавшим признавать манифеста об освобождении крестьян 1861 года. После панихиды на кладбище выступил профессор духовной академии Афанасий Щапов: «Други, за народ убитые! Земля, которую вы возделывали, плодами которой питали нас, которую теперь желали приобрести в собственность и которая приняла вас мучениками в свои недра, — эта земля воззовёт народ к восстанию и свободе… Да здравствует демократическая конституция!» Многие студенты были арестованы и исключены из учебных заведений, Щапова был арестован и лишён права преподавания. Архимандрит Вениамин тоже был подвергнут административному взысканию.
С 31 марта 1864 года — ректор Харьковской духовной семинарии, с мая — настоятель Старохарьковского Преображенского монастыря.

## Архиерейское служение
24 июня 1872 года Вениамину было определено быть епископом Сумским, викарием Харьковской епархии, епископская хиротония состоялась 30 июля 1872 года в Исаакиевском соборе в Санкт-Петербурге. Редактировал журнал «Духовный дневник». С 1876 года одновременно председатель вновь открытого комитета Православного миссионерского общества в Харькове.
С 9 апреля 1883 года — епископ Кинешемский, викарий Костромской епархии. Жил в Костромском Ипатьевском монастыре (резиденции правящих и викарных Костромских архиереев). Епископ Вениамин приехал в Кострому в преклонном возрасте, страдая многими недугами, но именно там окончательно раскрылся его дар духовничества и старчества. Через несколько лет епископ приобрёл славу молитвенника и старца, имеющего дар прозорливости. За советом, утешением и духовным назиданием к нему непрерывно шло множество людей из Костромской и Ярославской губерний, его называли «вторым отцом Иоанном Кронштадтским». С 1902 года Вениамин по состоянию здоровья уже почти не выходил из своих покоев, но, как и всегда, к нему шли люди, особенно много во время начавшейся в 1904 году Русско-японской войны.
Являлся также настоятелем Игрицкого монастыря, расположенного недалеко от Костромы, председателем Костромского отдела Императорского православного палестинского общества (ИППО). В Костромской епархии была учреждена стипендия имени епископа Вениамина для бедных учеников Костромской духовной семинарии и других духовных учебных заведений. В 1898 году Казанская духовная академия удостоила его званием почётного члена. Был удостоен ордена Святой Анны 1-й степени и носил высший золотой знак ИППО.
Мирно почил 13 июня 1905 года в Ипатьевском монастыре. Владыка Вениамин ещё при жизни назначил себе место упокоения, сделав с этою целью значительный вклад. 17 июня тело епископа Вениамина было погребено на указанном им месте в Никольском приделе храма Святого Иоанна Богослова в Ипатьевской слободе, находящегося рядом с Ипатьевским монастырём. Могила Вениамина почиталась жителями Костромы и окрестных селений, пока в 1949 году храм не был закрыт. При реставрации храма в конце 1950-х годов Никольский придел, возведённый в начале XX века, был разобран. Таким образом, могила епископа оказалась вне храма. В 1990-х годах, когда храм Иоанна Богослова был возвращён Русской православной церкви, сохранившаяся надгробная плита с места погребения епископа Вениамина была установлена в трапезной части храма.

## Характеристики деятельности
Митрополит Мануил (Лемешевский) дал ему такую характеристику: 

Постник, аскет, старец-подвижник, молитвенник. Простолюдины костромичи величали любимого владыку «другим батюшкой отцом Иоанном», сравнивая его с о. Иоанном Кронштадтским. Он был малого роста и народ прозвал его «Воробушко». Дожил до глубокой старости. Слыл прозорливцем. Его знали скорее не как архипастыря, а как старца-подвижника мудрого, духовного советника. Простой народ посещал его каждодневно толпами, желая получить его благословение и найти у него утешение в горе, умиротворение смятенной душе, наставление в доброй жизни, укрепление в вере и благочестии.

Костромской епископ Виссарион (Нечаев), в течение многих лет бывший епархиальным архиереем владыки Вениамина и пользовавшийся его глубоким уважением, говорил о нём в 1895: 

Наша первая обязанность — есть обязанность учительства и духовного руководствования. Вы, по телесным своим немощам, не имеете возможности учить в храме, зато Вы учите в своём доме: здесь, в своих келлиях, Вы воздвигли для себя кафедру духовного учителя, и эта кафедра осаждается целыми толпами жаждущих духовного наставления, обличения, вразумления, утешения и ободрения.

## Труды
- Христос — свет для сокровенной глубины душ человеческих. // Православный собеседник. — 1861. — Ч. I. — № 2. — С. 143—172.
- Вопрос о вере. // Православный собеседник. — 1861. — Ч. II. — № 8. — С. 357—390.
- О необходимости христианину испытывать дух учений, предлагаемый разными вероучителями. // Православный собеседник. — 1861. — Ч. 2. — № 6. — С. 129—160.
- Светлая сторона смерти, примечаемая взорам веры. // Православный собеседник. — 1862. — Ч. I. — С. 47—84, 213—262.
- Несостоятельность рационализма в мнимой религии естественной. // Православный собеседник. — 1862. — Ч. II. — С. 105—138, 227—259.
- Богопознание. // Православный собеседник. — 1862. — Ч. II. — С. 179—213.
- Любовь Божия, привлекаемая мудростью. // Православный собеседник. — 1862. — Ч. II. — С. 149—178.
- Необходимость благодати, находящейся в Церкви, для охранения истины веры и поддержания в людях чистой нравственности. // Православный собеседник. — 1862. — Ч. 3. — С. 107—124.
- Разум христианский. // Православный собеседник. — 1862. — С. 317—360.
- Дух евангельской заповеди о прощении обид. // Православный собеседник. — 1862. — Ч. 2. — С. 41—104.
- Возможна ли нравственность без догматов веры. // Православный собеседник. — 1862.
- Истинное достоинство человека. // Православный собеседник. — 1863. — Ч. 3. — С. 296—322.
- Основная истина христианства и коренное заблуждение неверующего разума. // Православный собеседник. — 1863. — Ч. 1. — № 4. — С. 349—400; Ч. 2. — № 6. — С. 163—192; № 7. — С. 415—450; № 8. — С. 511—540.
- Русский раскол пред судом истины и Церкви. // Православный собеседник. — 1864. — Ч. I—III.
- Об отношении общества к Божественной вере христианской. — СПб., 1871.
- Собрание слов и размышлений. — Кострома: Губернская типография, 1908. — 572 с.